# 高校生レストラン
『高校生レストラン』（こうこうせいレストラン）は、2011年5月7日から7月2日まで毎週土曜日21:00 - 21:54に、日本テレビ系の「土曜ドラマ」枠で放送された日本のテレビドラマ。
キャッチコピーは「料理も、人生も、真剣勝負。」。

## 概要
三重県多気郡多気町にある五桂池ふるさと村の施設内に設置されているレストラン「まごの店」がこのドラマのモデルとなっており、実際にこのレストランは三重県立相可高等学校の現役高校生が運営している。
主演はTOKIOの松岡昌宏 で松岡の同局の土曜ドラマの主演は2008年7月期に放送された『ヤスコとケンジ』以来2年10か月振りとなり、土曜ドラマとしては1998年に放送された『LOVE&PEACE』以来、13年振りに同局・同枠の4月期のドラマがTOKIOのメンバーの主演となった。共演の吹石一恵と板谷由夏は『よい子の味方 〜新米保育士物語〜』以来8年4か月振り、神木隆之介は『探偵家族』以来8年10か月ぶり、川島海荷（9nine）は『怪物くん』以来1年ぶり（この『怪物くん』では、松岡とも共演している。）、伊藤英明は『ぼくの魔法使い』以来8年振りの同枠へのレギュラー出演となった。また、2011年7月19日に死去した原田芳雄のテレビドラマの遺作でもある。
スタートは4月23日が予定されていたが東日本大震災の影響により5月7日となり、前作の『デカワンコ』の最終回より6週間後のスタートとなった。

## あらすじ
銀座の一流料亭の板前・村木新吾は、幼なじみの町役場職員・岸野宏に頼まれ、出身地・三重県にある相河高校の臨時教師となる。岸野は町おこしの一環として「高校生レストラン」をオープンさせようとしており、新吾は調理指導を頼まれたのだ。調理クラブの部員は30人ほど。そのなかには実家が定食屋でクラブのなかでも一目置かれている3年生の坂本陽介や、彼を慕う2年生の米本真衣らもいた。新吾が厨房を訪れると、調理クラブの面々は思い思いにハンバーグやクレープなどを作っていた。だが床は汚れ、食材は無駄に使われ、まるで文化祭ノリだ。それを見た新吾は挨拶もそこそこに、「まずは掃除だ。嫌な者は帰っていいが、その代わり明日から来なくていい」と部員たちを叱りつけ、その態度に、生徒たちは次々に出て行ってしまい、残ったのは陽介と真衣を含む約半数の18人だった。掃除の後、陽介は新吾に自分の天ぷらがダメな理由を聞く。新吾の答えは「君は左利きだな。包丁も菜箸も右手で使えるようになれ」と、意外なものだった。陽介は考え込むが「なんやしらんけど、あの先生は本物の匂いがする」と、新吾についていくことを決める。ある土曜日、オープンに向けたシミュレーションが行われることになった。新吾が決めたメニューは地元名産の伊勢芋を使った「とろろうどん」。陽介は新吾の指示通りにダシを作る係に命じられる。そしてシミュレーション当日、新吾と部員たちの間に決定的な亀裂が入る出来事が起きる。

## キャスト

### 三重県立相可高等学校

#### 教職員
- 村木新吾 - 松岡昌宏（TOKIO）

元料理人で調理科の新任臨時教師。相可高等学校の教員で、ドラマの原案の著者である村林新吾がモデルとされている。
- 吉崎文香（新吾と対立する教務主任） - 板谷由夏[1]
- 岩瀬厚一（校長） - 平田満
- 佐藤圭作（教頭） - 河西健司

#### 調理クラブ部員

##### 3年生
- 中村幸一（部長） - 野村周平
- 坂本陽介（副部長） - 神木隆之介[4]
- 宮沢真帆 - 能年玲奈
- 宮下剛 - 草川拓弥
- 鳥羽裕子 - 梶原ひかり
- 村中亮 - 鈴木龍之介
- 河田圭悟 - 椿直
- 名張洋二 - 坂本優太
- 清水正太郎 - 中根大樹
- 水野健太 - 持丸加賀
- 御浜明日香 - 藤田絢子
- 川口育枝 - 堀本雪詠
- 山崎美穂 - 西崎あや

##### 2年生
- 米本真衣（副部長 → 新部長） - 川島海荷[4]
- 長江彩那 - 村上友梨
- 仲田俊平 - 中島広稀
- 星野佳世 - 大野いと
- 亀山志保 - 藤井武美
- 高木小百合 - 藤原令子
- 田村翔太 - 秋元龍太朗
- 松下幸成 - 板倉輝

##### 1年生
- 川瀬真奈美 - 三吉彩花
- 細川里美 - 柚りし菓
- 深山由佳 - 沼倉花菜
- 中原唯 - 小松美月
- 畠山恵 - 疋田英美
- 横山茜 - 角池恵里菜
- 五十鈴利基 - 深澤大河
- 佐々木浩典 - 中田晴大

### 三重県相河町役場
- 岸野宏 - 伊藤英明

職員、新吾とは幼馴染。多気町役場職員の岸川政之がモデルとされている。
- 戸倉正也（観光課・課長） - 金田明夫
- 都甲仁美 - 柴本幸

農林商工課・派遣員。オープニングでのナレーションも担当する。
- 役場職員 - 山岡一

### 村木家
- 村木遥（新吾の妹） - 吹石一恵[1]
- 村木定俊 - 原田芳雄（特別出演）

新吾と遥の父親で住職。第7話で「旅に出る」と書き置きを残して家を出て行ったという設定になっており、最終話までは声の出演のみとなった。

### 坂本家
- 陽介の祖母 - 鷲尾真知子（第1話・第4話）

### ゲスト

#### 第1話 「板前教師」
- おばあちゃん - 森康子
- 古川誠司（相河高校の教師） - 阿部翔平
- 新吾が働いていた料亭の板長 - 俵木藤汰
- 新吾が働いていた料亭の仲居 - 込山順子
- 新吾の母親（写真）- 持田雅代
- 相河町役場の職員 - 相原嵩明
- 相河町役場の町長 - 清水昭博

#### 第2話 「開店料理」
- 風間（新吾が働いていた料亭のオーナー） - 高橋克実（最終話にも出演）

#### 第4話 「まご茶漬」
- 高科悠平（食中毒かと思われた老人） - 織本順吉

#### 第5話 「遠足VSコース料理」
- 視察団 - 岸昌代、嶋崎伸夫
- 相河高校普通科生徒 - 伊勢みはと、今泉彩良

#### 第6話 「レシピVS母親の味」
- 星野重雄（農業連盟会長） - 西村雅彦
高校生レストラン立ちあげに協力する。また、星野佳世の父親でもある。
- 農家 - 森喜行
岸野が野菜即売所参加のお願いに行ったが断る。
- お客さん - 吉本菜穂子
川瀬につくねの味付けを聞いたが答えられず、星野がフォローする。

#### 第8話 「最終章〜就活危機」
- 町医者 - 久保晶
風邪で寝込んだ新吾を診察する。
- 中谷（融資担当者） - 福本伸一
岸野の熱意に負け、せんぱいの店融資を本店に掛け合ってみると約束した。
- 井上華月
新吾に笑顔をくれた回想の女の子。

#### 最終話 「夢はかなう」
- 新吾が働いていた料亭の板前 - 荒川大三郎
- 各企業採用担当者 - まいど豊、山野史人
- ふくまつみ
- 鶴谷嵐

## スタッフ
- 原案 - 村林新吾「高校生レストラン本日も満席」「高校生レストラン行列の理由」（伊勢新聞社刊）[注 2]
- 脚本 - 吉本昌弘、山崎淳也、根本ノンジ
- 音楽 - 服部隆之
- 演出 - 吉野洋、猪股隆一、佐久間紀佳
- 主題歌 - TOKIO「見上げた流星」[7]（ジェイ・ストーム）
- TD - 高津芳英
- 撮影 - 迫信博
- 照明 - 小林靖直
- 音声 - 岡田平次
- VE - 守屋誠一
- 編集 - 高橋稔
- MA - 山﨑茂巳
- 選曲 - 佐古伸一
- 音響効果 - 栗山伸彦
- 技術統括 - 古川誠一
- ロケ技術 - 佐藤博文
- 照明統括 - 吉松耕司
- タイトルバック - 熊本直樹、竹久正記
- CG - EDP
- 美術プロデューサー - 乾友一郎
- 美術デザイン - 門奈昌彦
- 美術進行 - 竹内秀和
- 装飾 - 青佑一
- 装置 - 笛吹宣行
- 持道具 - 吉田美樹
- 衣裳 - 川井貴子
- スタイリスト - 四方修平、三好マリコ
- ヘア・メイク - 横江亜季、那須野詞
- 特殊効果 - 山室敦嗣
- 造園 - 笹原直人
- 建具・硝子 - 金井博
- 電飾 - 吉田成
- 美術工房 - 佐々木綾子
- 伊勢弁指導 - 繁岡明美、森田祐吏
- 作法・お経指導 - 麦倉弘文
- 料理監修 - 辻調グループ校
- 劇中料理 - エコール 辻 東京
- 撮影協力
  - 松阪フィルムコミッション、伊勢河崎商人館、やまなしフィルム・コミッション、伊勢志摩フィルムコミッション、日の出町・日の出町教育委員会
  - 山梨県立山梨園芸高等学校、近畿日本鉄道、日の出町サービス総合センター（株）
- 技術協力 - NiTRo
- 技術・美術協力 - 日テレアート
- 音楽協力 - 日テレ音楽
- 広報 - 角田久美子、神山喜久子
- 宣伝デザイン - 長瀬一義
- 電波PR - 栗原一浩
- スチール - 酒井博
- 演出補 - 山田信義、丸谷俊平
- 記録 - 初山澄乃
- 制作担当 - 岡田学
- 制作デスク - 山田雅子
- 車輌 - 麻生リース
- シニアチーフクリエイター - 櫨山裕子
- プロデューサー - 荻野哲弘、内山雅博（オフィスクレッシェンド）
- 制作協力 - オフィスクレッシェンド
- 製作著作 - 日テレ

## 放送日程
- 放映時の画面中では各話のサブタイトル表記なし。オープニング映像の中で「第○話」とだけ表記された。

| 話数                                                       | 放送日        | サブタイトル     | 脚本       | 演出       | 視聴率 |
| ---------------------------------------------------------- | ------------- | ---------------- | ---------- | ---------- | ------ |
| 第1話                                                      | 2011年5月07日 | 板前教師         | 吉本昌弘   | 吉野洋     | 13.1%  |
| 第2話                                                      | 2011年5月14日 | 開店料理         | 吉本昌弘   | 吉野洋     | 11.2%  |
| 第3話                                                      | 2011年5月21日 | 祝! 開店         | 山崎淳也   | 猪股隆一   | 10.9%  |
| 第4話                                                      | 2011年5月28日 | まご茶漬         | 吉本昌弘   | 佐久間紀佳 | 11.3%  |
| 第5話                                                      | 2011年6月04日 | 遠足VSコース料理 | 吉本昌弘   | 吉野洋     | 11.5%  |
| 第6話                                                      | 2011年6月11日 | レシピVS母親の味 | 根本ノンジ | 猪股隆一   | 08.7%  |
| 第7話                                                      | 2011年6月18日 | 調理部分裂の危機 | 吉本昌弘   | 吉野洋     | 10.2%  |
| 第8話                                                      | 2011年6月25日 | 最終章〜就活危機 | 山崎淳也   | 猪股隆一   | 09.5%  |
| 最終話                                                     | 2011年7月02日 | 夢はかなう       | 根本ノンジ | 吉野洋     | 09.7%  |
| 平均視聴率 10.8%（視聴率は関東地区・ビデオリサーチ社調べ） |               |                  |            |            |        |

## DVD
2011年9月28日にDVD-BOX（6枚組）が発売された。